# Monokular
Monokulár je optična naprava, ki je narejena iz samo enega daljnogleda, ki je namenjen gledanju oddaljenih predmetov s samo z enim očesom. Monokularji dajo dvodimenzionalne slike. Običajno imenujemo monokularje kar daljnogledi ali teleskopi. 
 
Podobna naprava je binokular, ki pa vsebuje dva enaka spojena daljnogleda, kar omogoča gledanje z obema očesoma. Binokularji dajejo tudi trodimenzionalno sliko.

## Zgradba
Monokularji so narejeni iz leč in včasih vsebujejo tudi optične prizme. 
Teža monokularjev je mnogo manjša kot teža binokularjev. 

Pri veliki povečavi hočemo svetlo sliko in dobro ločljivost, kar je nemogoče doseči z uporabo daljnogleda v roki (tresljaji). Zaradi tega se več uporabljajo težje naprave, ki se običajno namestijo na trinožni stativ. Manjši monokularji in ročni monokularji se uporabljajo samo za manj zahtevna opazovanja. 